# プエルト・ガレラ

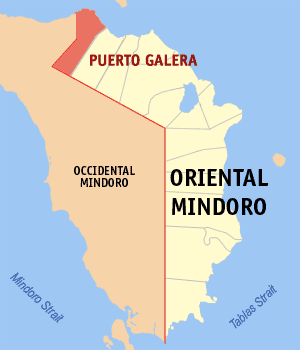
プエルト・ガレラを示す地図

プエルト・ガレラ（Puerto Galera）は、フィリピンのミンドロ島の東ミンドロ州にある地方自治体。マニラの南方約130kmに位置する。リゾート地として有名。

## 概要
美しい海岸線の風景が広がるリゾート地で、ヨーロッパ系の資本により開発された宿泊施設が立ち並ぶ。2000年代以降は、日本からダイビング客を中心としたツアーも増加している。

## 生物圏保護区
この自治体を含むミンドロ島北部の23,247 haの範囲（北側はベルデ島水路、西側はカマロン川、東側は東隣のサン・テオドーロ）は1977年に「プエルト・ガレラ生物圏保護区」としてユネスコの生物圏保護区に登録された。保護区内にはサバナ、草地、森林、マングローブ、サンゴ礁などの多様な生態系があり、ミンドロスイギュウなどの固有種が生息している。

## アクセス
マニラ国際空港から、バタンガス港までバスで3時間、バタンガス港から連絡フェリーで2時間。フェリーといっても、ごく小型の船で定員以上押し込まれることは珍しくないので注意が必要。2009年には定員オーバーのフェリーが転覆し、日本人を含む12名が死亡した。